# Myrbräcka
Se även belägringsvapnet murbräcka.
Myrbräcka (Saxifraga hirculus) är en art i familjen stenbräckeväxter med cirkumboreal utbredning. 
Myrbräcka är liten, glest tuvbildande, flerårig ört som kan bli 30 cm hög. Stjälken är upprätt, ogrenad och rödaktig. Bladen är strödda, lansettlika, helbräddade och trubbiga. Bladrosett saknas. Blommorna sitter ensamma, till några få i toppen av stjälken och har en något unken doft. Foderbladen är nedböjda och ibland håriga. Kronblad är gula. 
Myrbräcka blommar från juli till september i Sverige.
Myr
bräcka kan förväxlas gullbräcka (S. aizoides) som även den har gula blommor. Myrbräckan har dock ogrenad, upprätt stjälk, nedböjda och vanligen håriga foderblad, samt (i Sverige) kronblad som är mycket längre än fodret.

## Varieteter
Det råder delade meningar om arten kan delas in i varieteter, men några urskiljs ibland.
- var. hirculus - blir vanligen över 10 cm hög och har en till fyra blommor per blomställning. Kronbladen är två till tre gånger så långa som foderbladen. Foderbladen har bruna kanthår. Varieteten är förekommer i nästan hela utbredningsområdet.
- var. alpinus - blir vanligen under 10 cm och har en, eller sällan två, blommor per blomställning. Kronbladen är två gånger så långa som foderbladen. Foderbladen är kala. Den är utbredd från Pakistan till Tibet.
- var. hirculoides - har kronblad som är kortare än foderbladen och har vanligen tätt brunhåriga stjälkar. Den är utbredd från västra Himalaya till Tibet och Mongoliet.

## Synonymer
subsp. hirculus
Hirculus ranunculoides Haworth
Kingstonia guttata A.Gray nom. illeg.
Leptasea alaskana Small
Leptasea hirculus (L.) Small
Saxifraga aizoides var. autumnalis (L.) Engler & Irmscher
Saxifraga autumnalis L.
Saxifraga flava Lam. nom. illeg.
Saxifraga hirculus f. intermedia Engler & Irmscher
Saxifraga hirculus f. major Engler & Irmscher
Saxifraga hirculus var. major (Engler & Irmscher) J. T. Pan
Saxifraga hirculus subsp. propinqua (R.Br.) Á.Löve and D.Löve
Saxifraga hirculus var. propinqua (R.Br.) Simmons
Saxifraga montana f. oblongipetala T. C. Ku
Saxifraga nutans Adams nom. illeg.
Saxifraga palustris Salisb. nom. illeg.
Saxifraga prorepens Fisch. ex Sternb.
Saxifraga propinqua R.Br.
Saxifraga reflexa St.-Lag.
var. alpina Engler
Saxifraga hirculus f. minor Engler & Irmscher.
Saxifraga hirculus subsp. alpina (Engler) Podlech
Saxifraga hirculus subsp. alpina (Engler) Á.Löve
Saxifraga hirculus subsp. compacta K. O. Hedberg
Saxifraga hirculus var. alpina f. elata Engler & Irmscher
Saxifraga hirculus var. alpina f. humilis Engler & Irmscher
Saxifraga hirculus var. indica Clarke
var. hirculoides (Decne.) C.B. Clarke
Saxifraga hirculoides Decne.
Saxifraga tanggulaensis J. T. Pan.